# В Африке жарко
«В Африке жарко» — советский чёрно-белый мультфильм 1936 года; первая лента, созданная на студии «Союзмультфильм» (до 1937 года — «Союздетмульфильм»). Мультфильм находится в общественном достоянии, так как выпущен более 70 лет назад. Сохранился без оригинальной звуковой дорожки.

## Сюжет
Звери в Африке изнывают от жары, им очень хочется мороженого. В гости к ним с прохладным подарком отправляются с Северного полюса обезьяна и морж. В пути они переживают множество приключений. Затем звери провожают моржа обратно, вручив ему свои южные подарки: бананы, ананасы, кокосы.

## Создатели
- сценарий — Сергея Михалкова
- режиссёр и художник — Дмитрий Бабиченко
- сорежиссёр и художник — Александр Беляков
- композитор — Алексей Аксёнов
- мультипликаторы — Борис Дёжкин, Фаина Епифанова, Григорий Козлов, Борис Титов, Ламис Бредис, В. Купер, Э. Вальдман